# Jean de Foix (Lautrec)
Jean de Foix (* 1454; † nach 1498) war der einzige, postum geborene Sohn von Pierre de Foix († 1454) und dessen Ehefrau Catharine d’Astarac. Als Erbe seines Vaters übernahm Jean die Vizegrafschaften von Lautrec und Villemur. Aufgrund Jeans Unmündigkeit führte für ihn sein Onkel Graf Gaston IV. von Foix bis zu dessen Tod 1472 die Regentschaft in seinen geerbten Ländereien.
Jean unterstützte nach dem Tod seines Cousins König François Fébus von Navarra 1483 dessen Schwester und Erbin Katharina gegen deren Onkel Vizegraf Johann von Narbonne, welcher das Erbe Katharinas auf das Königreich Navarra bestritt. Jean tat sich dabei vor allem als Vermittler der Ehe zwischen Katharina und Jean d’Albret hervor die am 14. Juni 1484 in Orthez geschlossen werden konnte.
Danach belagerte Jean die Stadt Maubourguet, welche zum Vizegrafen von Narbonne hielt. Doch musste er die Belagerung aufgeben, nachdem König Ludwig XII. von Frankreich, der ein Schwager Johanns von Narbonne war, mit einem Heer zum Entsatz der Stadt herannahte. Dennoch konnte sich letztlich die Partei Katharinas in diesem Erbfolgekampf behaupten als Johann von Narbonne in einem Friedensvertrag, der am 7. September 1497 in Tarbes geschlossen wurde, seine Ansprüche aufgab. Jean de Foix bezeugte unter anderem diesen Vertrag mit seiner Unterschrift.

## Ehe und Nachkommen
Jean war seit dem 25. März 1480 mit Jeanne, der Erbtochter Odet d’Aydies, verheiratet. Sie sollte von ihrem Vater die Herrschaft Lescun erben, nicht aber die Grafschaft Comminges, die durch König Ludwig XII. der Krondomäne einverleibt wurde. Dennoch sollten die Nachkommen des Paares ihren Anspruch auf diese Grafschaft weiterhin geltend machen, indem sie den Titel eines Comte de Comminges trugen.
Die Kinder aus dieser Ehe waren:
- Odet (* 1485; † 15. August 1528), Vizegraf von Lautrec, seit 1511 Marschall von Frankreich und deshalb auch Maréchal de Lautrec genannt
- Thomas († 3. März 1525), Bischof von Tarbes, Herr von Lescun, seit 1518 Marschall von Frankreich und deshalb auch Maréchal de Lescun genannt
- André († 1547), sire de Lesparre, französischer Feldherr
- Françoise (* zwischen 1490 und 1495; † 16. Oktober 1537), Mätresse des Königs Franz I. von Frankreich

| Personendaten    | Personendaten        |
| ---------------- | -------------------- |
| NAME             | Jean de Foix         |
| ALTERNATIVNAMEN  | Johann von Foix      |
| KURZBESCHREIBUNG | Vizegraf von Lautrec |
| GEBURTSDATUM     | 1454                 |
| STERBEDATUM      | nach 1498            |